# Långsjön (Häverö socken, Uppland)
Långsjön är en sjö i Norrtälje kommun i Uppland och ingår i Skeboån-Broströmmens kustområde. Sjön har en area på 0,179 kvadratkilometer och ligger 12,1 meter över havet.

## Delavrinningsområde
Långsjön ingår i det delavrinningsområde (666652-165519) som SMHI kallar för Rinner mot Edeboviken. Medelhöjden är 17 meter över havet och ytan är 18,88 kvadratkilometer. Det finns inga avrinningsområden uppströms utan avrinningsområdet är högsta punkten. Avrinningsområdets utflöde mynnar i havet, utan att ha någon enskild mynningsplats. Avrinningsområdet består mestadels av skog (77 procent). Avrinningsområdet har 0,17 kvadratkilometer vattenytor vilket ger det en sjöprocent på 0,9 procent. Bebyggelsen i området täcker en yta av 1,32 kvadratkilometer eller 7 procent av avrinningsområdet.